# Геринг, Дженна
Дже́ннифер «Дже́нна» Ге́ринг (англ. Jennifer «Jenna» Gering), в девичестве — Ха́длетт (англ. Hudlett; 6 июля 1971, Форт-Лодердейл, Флорида, США) — американская актриса, фотомодель и преподаватель актёрского мастерства.

## Биография
Дженнифер Хадлетт родилась 6 июля 1971 года в Форт-Лодердейле (штат Флорида, США).
Дженна начала свою карьеру в качестве фотомодели в 1985 году. Геринг дебютировала в кино в 2000 году, сыграв роль Саши Грейс в эпизоде «Чёрная вдова» телесериала «Спасатели Малибу». Всего она сыграла в 22 фильмах и телесериалах. Также является преподавателем актёрского мастерства.
С 3 января 2000 года Дженна замужем за актёром Гэйленом Герингом (род. 1971). У супругов есть два сына — Диллон Феникс Геринг (род. 03.08.2006) и Дженсен Геринг (род. 17.07.2008).